# Hockey su ghiaccio al XVII Festival olimpico invernale della gioventù europea - Torneo maschile
Il torneo maschile di hockey su ghiaccio al XVII Festival olimpico invernale della gioventù europea  si è svolto  sono svolti dal 12 al 16 febbraio 2025 alla Leader Arena di Tbilisi

## Comitati olimpici partecipanti
In seguito alla sospensione degli atleti di Russia e Bielorussia da tutte le competizioni sportive dovuta all'invasione russa dell'Ucraina del 2022 le loro delegazioni non sono state incluse tra i comitati partecipanti, che sono elencati come segue:
- Austria
- Rep. Ceca
- Lettonia
- Slovenia
- Svizzera
- Ucraina

## Risultati

### Gruppo A
| Squadra    | Punti | PG | V | VOT | POT | P | GF | GS | DG |
| ---------- | ----- | -- | - | --- | --- | - | -- | -- | -- |
| Slovacchia | 6     | 2  | 2 | 0   | 0   | 0 | 10 | 6  | +4 |
| Ucraina    | 3     | 2  | 1 | 0   | 0   | 1 | 9  | 11 | -2 |
| Lettonia   | 0     | 2  | 0 | 0   | 0   | 2 | 6  | 8  | -2 |

Risultati incontri
| Tbilisi 12 febbraio 2025, ore 14:30 | Slovacchia | 3 – 2 (1-1, 2-0, 0-1) referto | Lettonia | Leader Arena |

| Tbilisi 13 febbraio 2025, ore 14:30 | Ucraina | 4 – 7 (1-1, 1-2, 2-4) referto | Slovacchia | Leader Arena |

| Tbilisi 14 febbraio 2025, ore 14:30 | Lettonia | 4 – 5 (2-1, 1-2, 1-2) referto | Ucraina | Leader Arena |

### Gruppo B
| Squadra   | Punti | PG | V | VOT | POT | P | GF | GS | DG |     |
| --------- | ----- | -- | - | --- | --- | - | -- | -- | -- | --- |
| Austria   | 6     | 2  | 2 | 0   | 0   | 0 | 0  | 17 | 6  | +11 |
| Rep. Ceca | 3     | 1  | 1 | 0   | 0   | 0 | 1  | 6  | 7  | -1  |
| Svizzera  | 0     | 2  | 0 | 0   | 0   | 0 | 2  | 6  | 16 | -10 |

Risultati incontri
| Tbilisi 12 febbraio 2025, ore 18:00 | Rep. Ceca | 4 – 2 (0-2, 1-0, 3-0) referto | Svizzera | Leader Arena |

| Tbilisi 13 febbraio 2025, ore 18:00 | Austria | 5 – 2 (2-0, 0-0, 3-1) referto | Rep. Ceca | Leader Arena |

| Tbilisi 14 febbraio 2025, ore 18:00 | Svizzera | 12 – 4 (5-2, 3-2, 4-0) referto | Austria | Leader Arena |

## Semifinali
| Tbilisi 15 febbraio 2025, ore 14:30 | Slovacchia | 7 – 1 (4-0, 3-1, 0-0) referto | Rep. Ceca | Leader Arena |

| Tbilisi 15 febbraio 2025, ore 18:00 | Svizzera | 6 – 1 (1-0, 3-1, 2-0) referto | Ucraina | Leader Arena |

## Partite per i piazzamenti
Quinto posto
| Tbilisi 15 febbraio 2025, ore 11:00 | Austria | 1 – 4 (0-1, 0-1, 1-2) referto | Lettonia | Leader Arena |

Finale per il bronzo
| Tbilisi 15 febbraio 2025, ore 11:00 | Rep. Ceca | 4 – 2 (1-0, 2-1, 2-1) referto | Ucraina | Leader Arena |

Finale per l'oro
| Tbilisi 15 febbraio 2025, ore 14:30 | Slovacchia | 2 – 5 (1-0, 0-2, 1-3) referto | Svizzera | Leader Arena |